# Cibunar (Parung Panjang)
Cibunar is een bestuurslaag in het regentschap Bogor van de provincie West-Java, Indonesië. Cibunar telt 11.893 inwoners (volkstelling 2010).